# Rozsochatec
Rozsochatec (německy Rossachatetz) je obec v okrese Havlíčkův Brod v Kraji Vysočina. Žije zde 537 obyvatel. Rozsochatcem prochází silnice II. třídy č. 344 a železniční trať Pardubice – Havlíčkův Brod, na které je zřízena železniční stanice Rozsochatec. Protéká tudy Břevnický potok, který je pravostranným přítokem řeky Sázavy.

## Historie
První písemná zmínka o obci pochází z roku 1283. Zámek v obci nechal vystavět Sigmund Haugwicz z Biskupicz po opuštění hradu Ronovec.
Obec Rozsochatec v roce 2008 obdržela ocenění v soutěži Vesnice Vysočiny, konkrétně získala ocenění hnědý diplom, tj. diplom za vzorné vedení kroniky. Obec Rozsochatec v roce 2011 obdržela ocenění v soutěži Vesnice Vysočiny, konkrétně získala ocenění bílá stuha, tj. ocenění za činnost mládeže. Obec Rozsochatec v roce 2012 obdržela ocenění v soutěži Vesnice Vysočiny, konkrétně získala ocenění oranžová stuha, tj. ocenění za spolupráci obce a zemědělského subjektu.

## Obyvatelstvo
| Rok            | 1869 | 1880 | 1890 | 1900 | 1910 | 1921 | 1930 | 1950 | 1961 | 1970 | 1980 | 1991 | 2001 | 2011 | 2021 |
| -------------- | ---- | ---- | ---- | ---- | ---- | ---- | ---- | ---- | ---- | ---- | ---- | ---- | ---- | ---- | ---- |
| Počet obyvatel | 471  | 460  | 423  | 440  | 473  | 515  | 493  | 397  | 515  | 512  | 524  | 526  | 495  | 505  | 480  |
| Počet domů     | 60   | 64   | 59   | 68   | 66   | 74   | 95   | 104  | 104  | 102  | 111  | 136  | 143  | 147  | 161  |

## Obecní správa

### Části obce
- Rozsochatec
- Jahodov

### Obecní symboly
Znak a vlajka byly obci uděleny rozhodnutím předsedy Poslanecké sněmovny Parlamentu České republiky dne 22. října 2008.

## Školství
- Základní škola a mateřská škola Rozsochatec

## Pamětihodnosti
- Zámek Rozsochatec
- Křížový kámen u silnice do Havlíčkova Brodu na místě, na kterém byl v roce 1648 zavražděn mládenec Babtista Konrádů

## Další fotografie

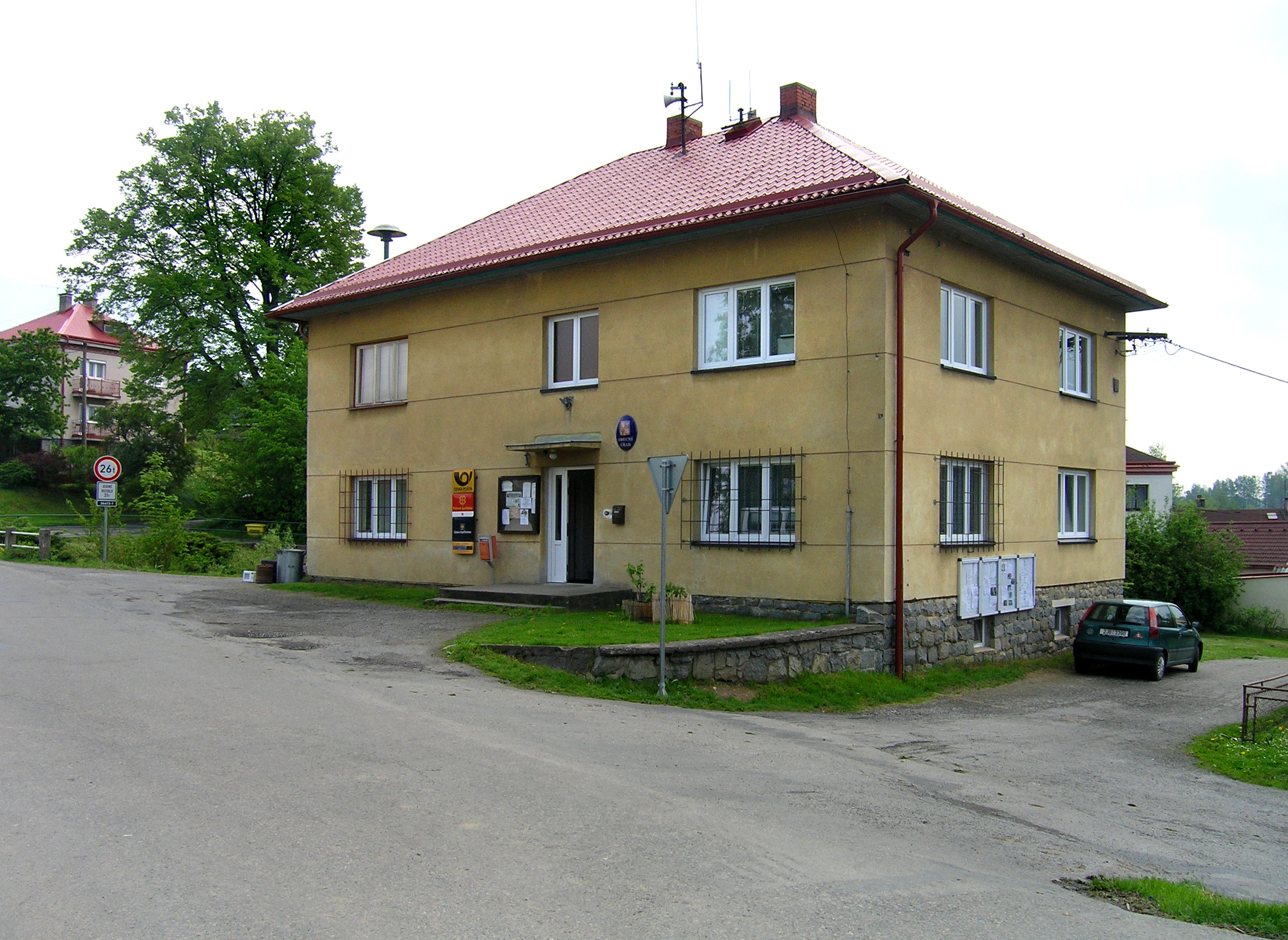
Obecní úřad
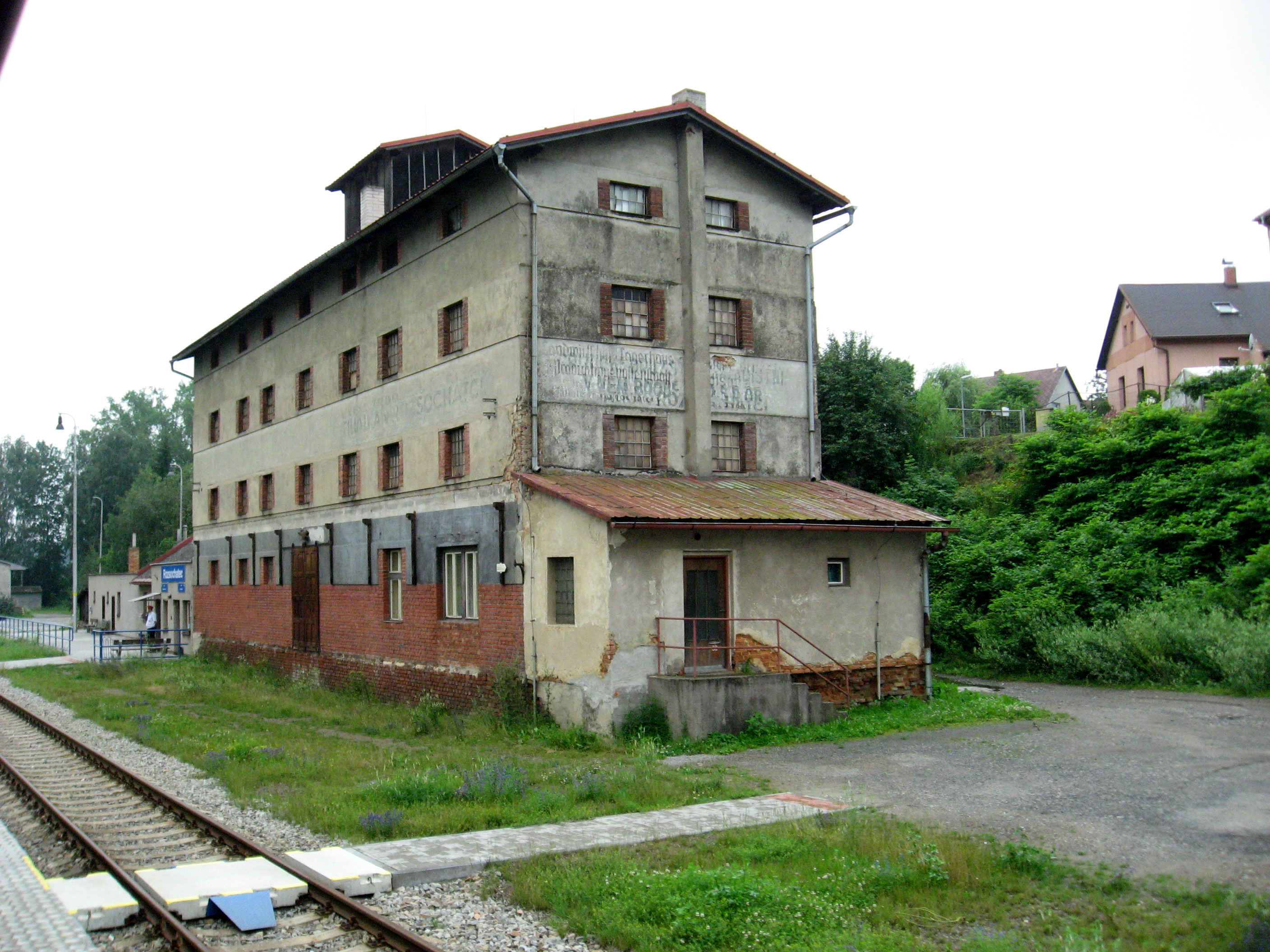
Železniční stanice
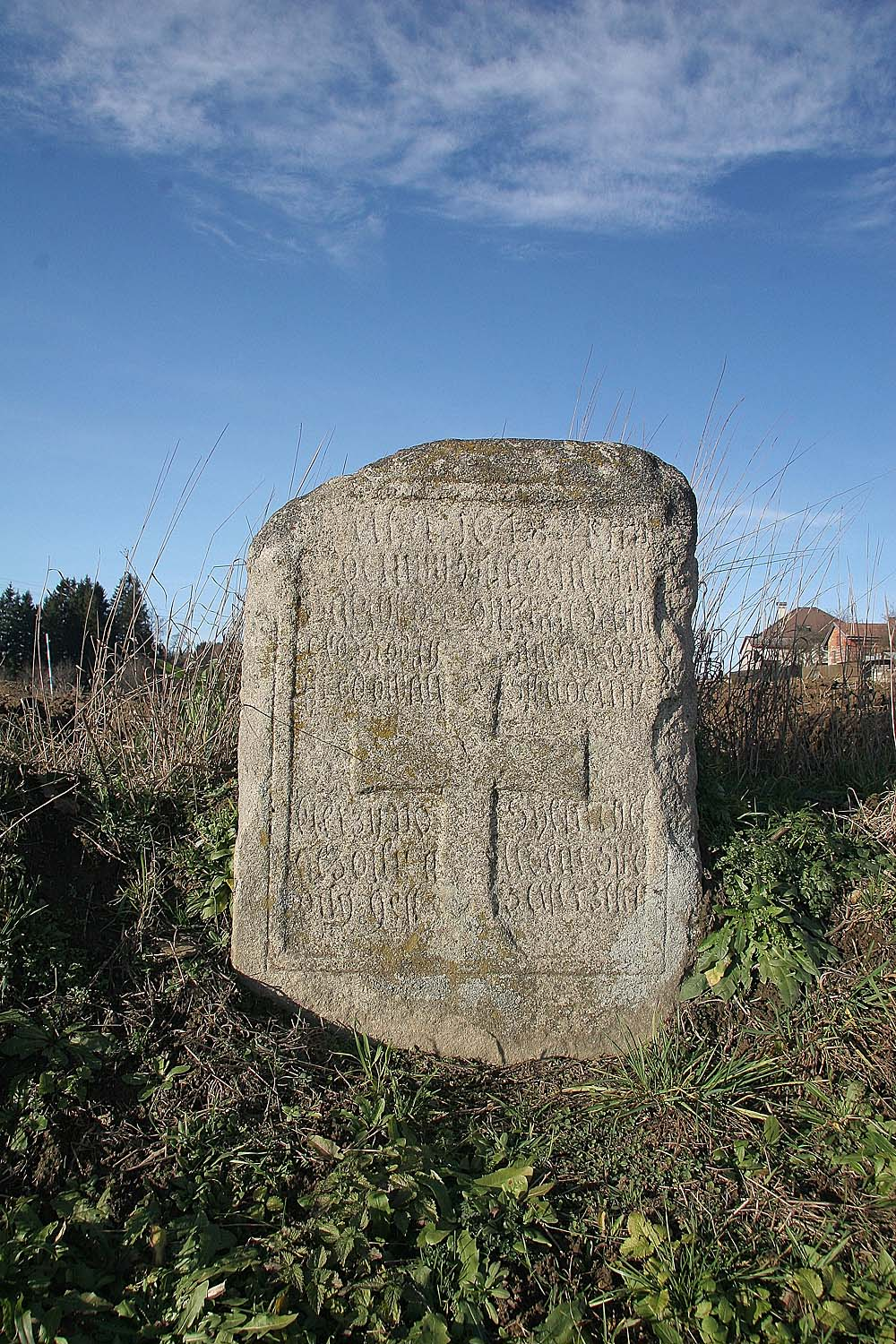
Křížový kámen u silnice z Rozsochatce do Havlíčkova Brodu na místě vraždy z roku 1648